# Annabel Croft
Annabel Nicola Croft (Farnborough, 12 juli 1966) is een tennisspeelster uit het Verenigd Koninkrijk.
In 1985 en 1986 speelde Croft elf partijen voor Groot-Brittannië op de Fed Cup.
Op Wimbledon in 1982 speelde Croft haar eerste grandslampartij in het enkelspel.
Na haar tenniscarrière werd Croft televisiepresentatrice van enkele televisieprogramma's.